# Мальмгрен, Свен-Йоран
Свен-Йоран Мальмгрен (швед. Sven-Göran Malmgren, 25 апреля 1943) — шведский шахматист, мастер. Чемпион Швеции 1971 г. (занял чистое 1-е место, несмотря на поражения от главных конкурентов О. Ульссона и Й. Брустрёма). Двукратный чемпион Гётеборга (1967 и 1968 гг.). В составе сборной Швеции участник двух командных первенств мира среди студентов (1968 и 1969 гг.) и командного турнира северных стран (1972 г.). Участник мемориала А. Ольсона, проходившего в декабре 1967 — январе 1968 гг. в Гётеборге. В этом турнире нанес поражение будущему гроссмейстеру Х. Вестеринену. В середине 1970-х гг. отошел от активной практики.

## Спортивные результаты
| Год         | Город        | Соревнование                              | + | − | = | Результат | Место |
| ----------- | ------------ | ----------------------------------------- | - | - | - | --------- | ----- |
| 1967 / 1968 | Гётеборг     | Мемориал А. Ольсона                       | 1 | 6 | 2 | 2 из 9    | 10    |
| 1968        | Иббс         | Командное первенство мира среди студентов | 3 | 3 | 2 | 4 из 8    |       |
| 1969        | Дрезден      | Командное первенство мира среди студентов | 0 | 3 | 3 | 1½ из 6   |       |
| 1971        | Эскильстуна  | Чемпионат Швеции                          | 9 | 3 | 3 | 10½ из 15 | 1     |
| 1972        | Гроссенброде | Командный турнир северных стран           | 2 | 0 | 2 | 3 из 4    |       |